# مسجد محله کوچک
مسجد محله کوچک مربوط به دوره آل مظفر است و در میبد، محله کوشک واقع شده و این اثر در تاریخ ۲۵ اسفند ۱۳۷۹ با شمارهٔ ثبت ۳۶۹۶ به‌عنوان یکی از آثار ملی ایران به ثبت رسیده است.